# تپه کلک ۲
تپه کلک ۲ مربوط به دوره اشکانیان - سده‌های میانه دوران‌های تاریخی پس از اسلام است و در شهرستان گرمی، بخش موران، دهستان اجارود شرقی، روستای دمیرچلی واقع شده و این اثر در تاریخ ۱۲ دی ۱۳۸۶ با شمارهٔ ثبت ۲۰۴۱۵ به‌عنوان یکی از آثار ملی ایران به ثبت رسیده است.